# Glue (série télévisée)
Glue est une série télévisée britannique créée par Jack Thorne et diffusée sur  E4 du 15 septembre 2014 au 4 novembre 2014.
On aborde dans cette série dramatique et policière les thèmes de la romance, la jeunesse, la sexualité, le mal-être ou encore la souffrance ; considérant cette série comme l'héritière de Skins, également réalisée par Jack Thorne.
En France, la série est diffusée à partir du 6 mai 2015 sur la chaîne Canal+ Séries.

## Synopsis
Overton. Un petit village au milieu de la campagne anglaise, vivant de l'agriculture et de courses de chevaux. Derrière ce décor bucolique se cache un lieu bien moins plaisant...
Les adolescents qui y vivent combattent l'ennui en jouant à des jeux dangereux comme le jeu du poulet. Le principe du jeu est que lorsqu'aucun des joueurs ne cède, le pire peut leur arriver (ici, sauter dans un silo) jusqu'à ce que l'un d'eux ne cède et soit alors considéré comme un peureux.  
C'est dans ce contexte qu'un jeune homme nommé Caleb est retrouvé mort, écrasé sous les roues d'un tracteur.
Afin de déceler le mystère, les secrets doivent tomber et les langues se délier, ce qui bouleversera à jamais la paisible vie des habitants.

## Distribution
- Yasmin Paige : Ruth Rosen
- Jessie Cave : Annie Maddocks
- Kerry Fox : Jackie Warwick
- Billy Howle : James Warwick
- Tommy Knight : Cal Bray
- Faye Marsay : Janine Riley
- Tommy McDonnell : Dominic Richards
- Steve Oram : George
- Jonny Owen : Joe
- Charlotte Spencer (VFB : Julie Basecqz) : Tina Fallon
- Jordan Stephens : Rob Kendle
- Callum Turner : Eli Bray
- Kierston Wareing : Joyce Fallon
- Dean-Charles Chapman : Chris

## Fiche technique
- Titre original : Glue
- Création : Jack Thorne
- Production : Eleven Films
- Producteur : Joel Wilson
- Producteurs délégués : Jamie Campbell, Jack Thorne[2]
- Scénariste : Jack Thorne
- Pays d'origine : Royaume-Uni
- Langue originale : anglais
- Genre : Dramatique pour adolescents
- Durée : 60 minutes

## Épisodes
1. titre français inconnu  (Everyone)
2. titre français inconnu  (James/Janine)
3. titre français inconnu  (Eli/Rob)
4. titre français inconnu  (Tina/Dominic)
5. titre français inconnu  (James/Cal)
6. titre français inconnu  (Rob/Tina)
7. titre français inconnu  (Ruth/Eli)
8. titre français inconnu  (Everyone)